# Golo Brdo (Bijeljina)
Pour les articles homonymes, voir Golo Brdo.
Golo Brdo (en serbe cyrillique : Голо Брдо) est un village de Bosnie-Herzégovine. Il est situé sur le territoire de la ville de Bijeljina et dans la république serbe de Bosnie. Selon les premiers résultats du recensement bosnien de 2013, il compte 392 habitants.

## Géographie
Le village est situé à l'est de Bijeljina.

## Démographie

### Évolution historique de la population dans la localité
| 1948 | 1953 | 1961 | 1971 | 1981 | 1991 | 2013 |
| ---- | ---- | ---- | ---- | ---- | ---- | ---- |
| 177  | 202  | 226  | 176  | 183  | 198  | 392  |

|  |